# Związek Państwowców Hetmańskich
Związek Państwowców Hetmańskich (ukr. Союз Гетьманців Державників у Північній Америці) – ukraińska monarchistyczna organizacja emigracyjna, powstała w Kanadzie w 1924 r. Jej celem było utworzenie niepodległego hetmańskiego państwa ukraińskiego z hetmanem Pawłem Skoropadskim na czele.
Organizacja powstała na bazie emigracyjnych organizacji oświatowo-sportowych wschodniej Kanady, które w 1924 pod przewodnictwem W. Bosego zjednoczyły się w jedną organizację „Sicz”. Rozszerzyła ona działalność na całą Kanadę i w 1928 zmieniła nazwę na Kanadyjską Organizację Siczową, a w 1934 na Związek Państwowców Hetmańskich.
Szczytem rozwoju organizacji była druga połowa lat 30., kiedy to rozszerzyła działalność również na USA. Głównymi ośrodkami były miasta: Chicago, Detroit, Toronto, Winnipeg, jej przedstawiciele rozpoczęli również działalność w Polsce i Czechosłowacji.
Głównymi działaczami partii byli: I. Isajiw, W. Dykyj, W. Dużyj, D. Ilczyszyn, M. Łapka, I. Skałeckyj, S. Możewskyj, I. Korczynskyj, A. Arabska, O. Małofij, M. Hetman, T. Dackiw, T. Mychajliwskyj, W. Styra, P. i H. Bajrak, P. Baryckyj, P. Olijnyckyj.
Podczas II wojny światowej działalność SHD osłabła, a w 1952 nastąpił w organizacji rozłam.
SHD było jednym z założycieli Komitetu Ukraińców Kanady.

## Literatura
- Ryszard Torzecki: „Kwestia ukraińska w Polsce w latach 1923–1929”, Kraków 1989